# Neuroleon (Neuroleon) dianae
Neuroleon (Neuroleon) dianae is een insect uit de familie van de mierenleeuwen (Myrmeleontidae), die tot de orde netvleugeligen (Neuroptera) behoort. 
Neuroleon (Neuroleon) dianae is voor het eerst wetenschappelijk beschreven door Hölzel in 1972.